# Campagna sasanide di Caro e Numeriano
La campagna sasanide di Caro e Numeriano fu una campagna militare condotta dall'Imperatore romano Caro contro i Persiani Sasanidi nel 283.

## Contesto storico

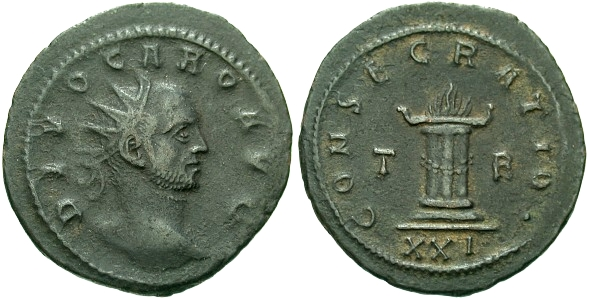
Moneta di Caro

Nel 282 l'esercito acclamò imperatore il prefetto del pretorio Caro: le fonti si dividono tra quelle che sostengono che la sua elevazione al trono sarebbe avvenuta dopo l'inaspettata morte del suo predecessore Probo, e quelle che invece affermano che Caro usurpò la porpora e si rivoltò mentre Probo era ancora in vita. Probo inviò alcune truppe contro il ribelle, che però passarono dalla parte del suo avversario; tra settembre e dicembre di quell'anno Probo fu assassinato e Caro non ebbe rivali. Sebbene non si fosse mai recato a Roma per ratificare la propria elezione dal Senato romano, non di meno rispettò l'antico e prestigioso organo dello stato.
Assunse probabilmente il consolato per il resto del 282, in sostituzione di Probo; nominò i suoi figli Carino e Numeriano cesari e designò sé stesso e Carino consoli per il 283. All'inizio del 283 associò al trono Carino, nominandolo augusto e incaricandolo dell'amministrazione delle province occidentali, mentre con il figlio Numeriano partì per la frontiera orientale, con l'intenzione di muovere guerra alla Persia sasanide e recuperare la provincia di Mesopotamia; in questo modo Caro riprendeva i piani del suo predecessore Probo, che era intento nei preparativi per la guerra contro la Persia quando fu assassinato dai suoi stessi soldati. Secondo Aurelio Vittore, inoltre, Caro si sarebbe recato in Mesopotamia con il figlio Numeriano per proteggerla dalle continue incursioni dei Persiani. Se si vuole prestare fede agli storici armeni, non sempre attendibili dal punto di vista della cronologia, l'obiettivo era anche di reinsediare Tiridate III sul trono d'Armenia.
Durante il viaggio inflisse una memorabile sconfitta ai Sarmati: 16 000 guerrieri nemici vennero uccisi, mentre altri 20 000 vennero fatti prigionieri. Attraversate la Tracia e l'Asia Minore l'Imperatore raggiunse, insieme al figlio Numeriano, il limes orientale.

## Guerra

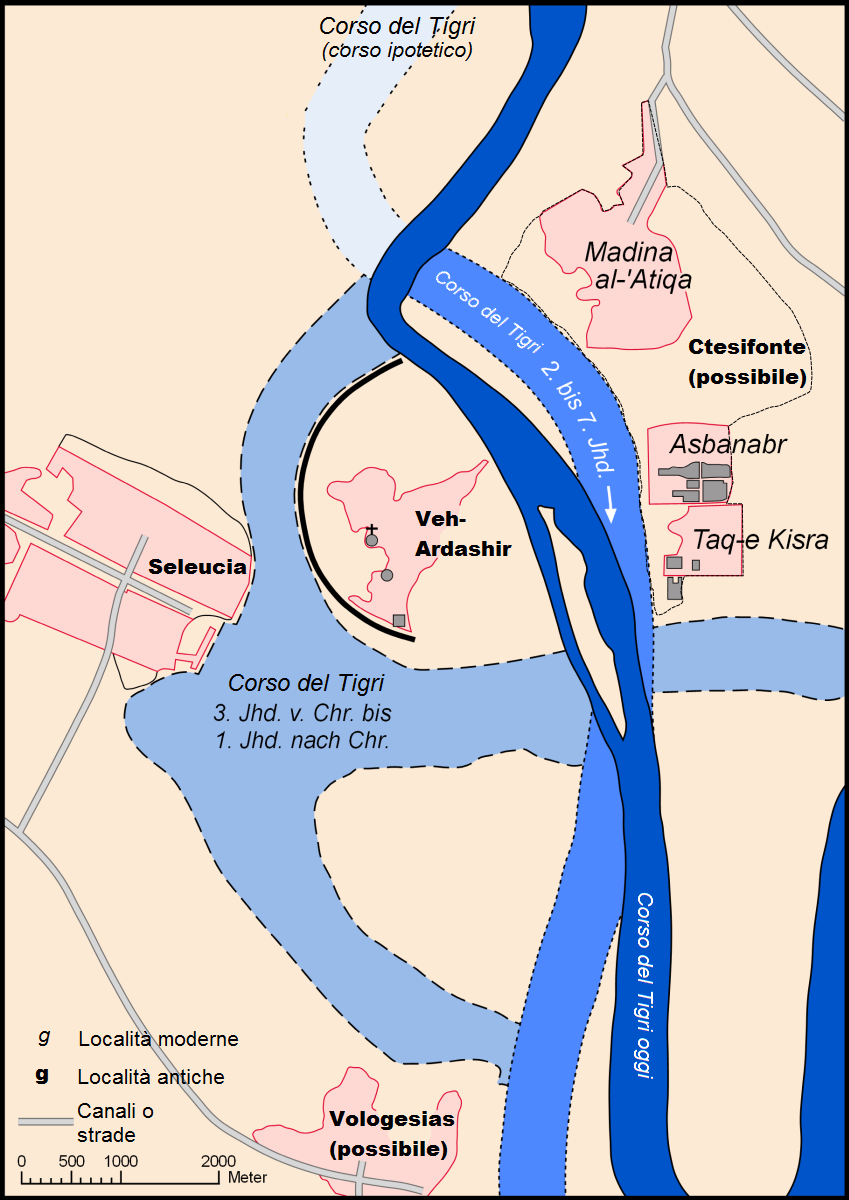
Mappa di Ctesifonte

La guerra ebbe luogo nel 283. Secondo Sinesio di Cirene (che tuttavia confonde Caro con Carino), lo scià di Persia Bahram II, venuto a conoscenza delle intenzioni bellicose dell'Imperatore, tentò di convincerlo a firmare una pace. I suoi ambasciatori giunsero quindi all'accampamento romano, che in quel momento era posto in prossimità dell'Armenia, e chiesero di parlare con l'Imperatore. Trovarono Caro mentre cenava: egli si levò il berretto, che nascondeva la sua calvizie, e giurò agli ambasciatori che se i Persiani non avessero riconosciuto la supremazia di Roma, egli avrebbe ridotto la Persia priva di alberi come la sua testa era priva di capelli. Gli ambasciatori ritornarono tremanti in Persia.
Le fonti superstiti non permettono di ricostruire con dettaglio o con accuratezza la campagna militare di Caro contro i Sasanidi. Esse riportano laconicamente che l'imperatore devastò la Mesopotamia, impadronendosi delle città di Seleucia e Ctesifonte, e portando l'esercito romano al di là del Tigri. I successi dei Romani furono facilitati dal fatto che il grosso dell'esercito sasanide era in quel momento impegnato nella soppressione della ribellione di Ormisda, fratello dello scià legittimo Bahram II; il ribelle aveva intenzione di ritagliarsi uno stato semi-indipendente nella parte orientale dell'impero sasanide. Secondo Zonara, a un certo punto della campagna l'armata imperiale era accampata in un avvallamento e i Persiani decisero di approfittarne tentando di scavare un canale per far affluire l'acqua del fiume nell'avvallamento; tuttavia Caro riuscì a sventare il piano sconfiggendo i Persiani in battaglia mettendoli in fuga. Al ritorno dalla Persia era programmato un trionfo per celebrare le vittorie nella campagna sasanide, e l'imperatore assunse anche i cognomina ex virtute di Parthicus e di Persicus Maximus. Secondo la versione "vulgata", tuttavia, Caro cadde malato e morì nel corso di un temporale, presumibilmente ucciso da un fulmine. La Historia Augusta riporta una lettera che il segretario di Caro avrebbe scritto al praefectus urbi in cui vengono descritte le circostanze della morte dell'Imperatore (tuttavia molte lettere riportate nella Historia Augusta risultano essere dei falsi e dunque la sua autenticità è dubbia):
(Vopisco, Historia Augusta -  Caro, Carino, Numeriano, 8.)
Secondo Zonara (che riporta la versione di Giovanni Malala aggiungendovi alcuni dettagli), invece, Caro sarebbe tornato a Roma con una moltitudine di prigionieri e le spoglie di guerra, avrebbe festeggiato sontuosamente il trionfo contro i Persiani e successivamente sarebbe stato ucciso nel corso di una campagna militare contro gli Unni (Zonara comunque riporta anche la versione della morte per folgorazione). Al di là dell'infondatezza del presunto ritorno di Caro a Roma, alcuni autori moderni sostengono che non è da escludere che nel prosieguo della campagna sasanide Caro sia morto in battaglia contro gli Unni (forse mercenari al soldo dei Persiani), a loro dire una versione più verosimile di quella della morte per folgorazione. Quest'ultima potrebbe essere stata creata ad arte dalla propaganda romana per nascondere le sconfitte di Caro e Numeriano nella fase finale della campagna tramandate da alcuni tardi cronisti bizantini e armeni (la cui attendibilità è stata tuttavia messa in discussione). Occorre comunque tenere conto della sostanziale inattendibilità di Malala e del fatto che Zonara scriveva nel XII secolo. Molti studiosi moderni preferiscono scartare o ignorare la versione della morte di Caro contro gli Unni sostenendo che l'imperatore sarebbe morto di malattia oppure a causa di presunti intrighi del prefetto del pretorio Apro.

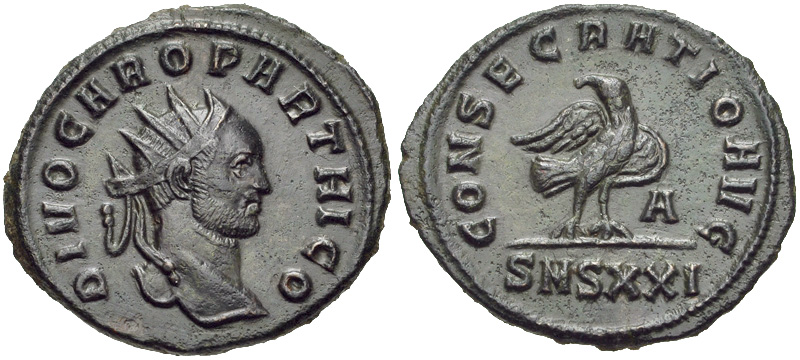
DIVO CARO PARTHICO, testa radiata dell'Imperatore Marco Aurelio Caro e busto con drappeggio verso destra

In seguito alla morte di Caro (luglio o agosto 283), Numeriano gli succedette al trono come collega di Carino. Secondo le fonti latine vi era la speranza che il giovane Numeriano proseguisse la campagna del padre e riuscisse nell'impresa di soggiogare la Media, ma queste speranze furono disilluse dalla superstizione dell'esercito: infatti i soldati interpretarono l'uccisione dell'Imperatore ad opera di un fulmine come un segno di cattivo presagio e di sfavore divino; inoltre un oracolo indicava Ctesifonte come il confine massimo dell'Impero romano e si era diffusa la convinzione che Caro fosse stato punito dalle divinità perché avrebbe cercato di oltrepassarlo. Per questo motivo i soldati chiesero all'Imperatore di ritirarsi dalle zone occupate, richiesta a cui Numeriano non seppe opporsi, e così, secondo almeno la versione "vulgata", la campagna si concluse con il ritiro inaspettato di un esercito vittorioso.

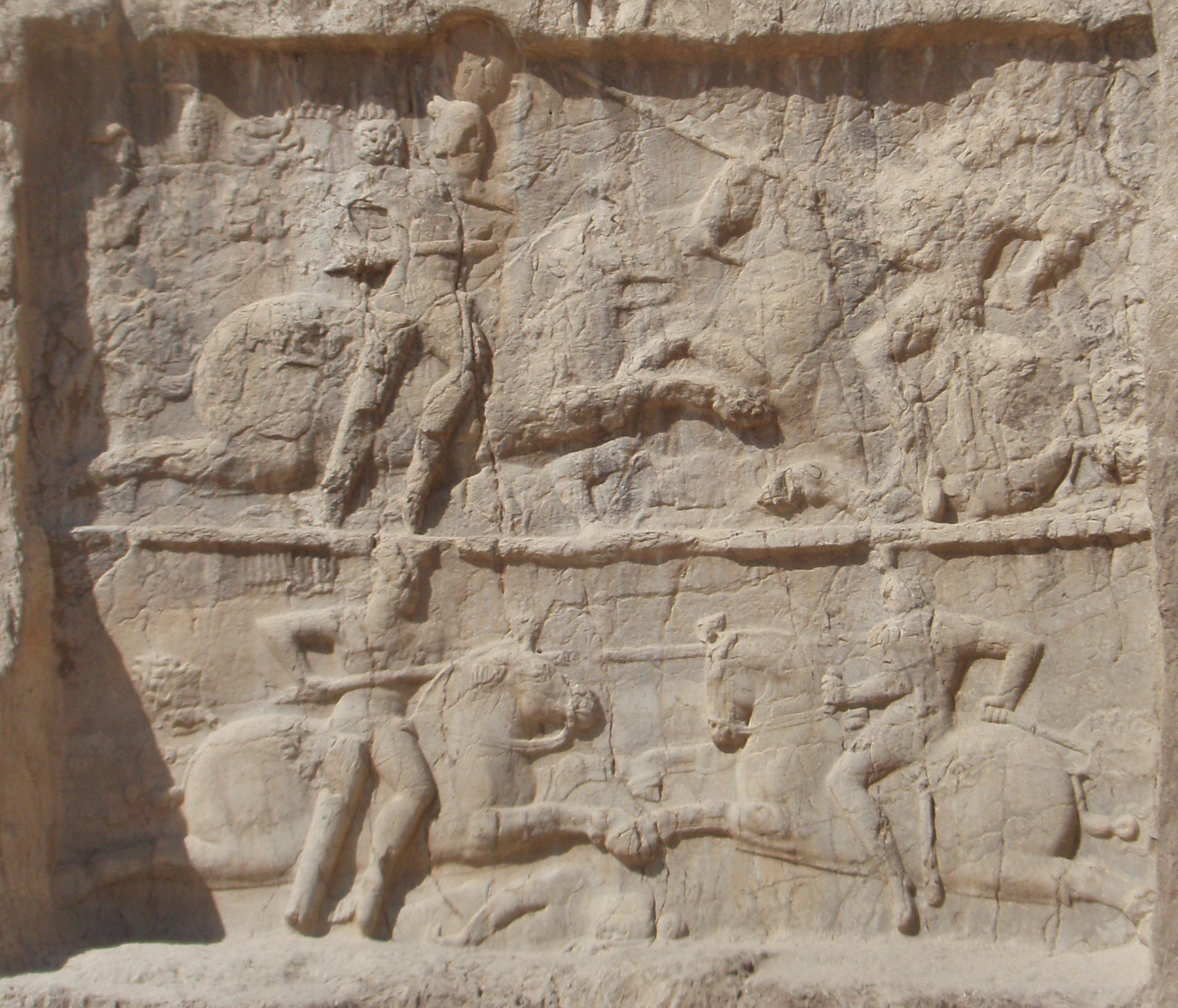
Bassorilievo a Naqsh-e Rostam raffigurante un conflitto tra lo scià Bahram II e i Romani, in cui questi ultimi sembrerebbero aver avuto la peggio

Tuttavia l'eccessiva lentezza della marcia durante il ritiro (1 200 miglia percorse in 16 mesi) appare sospetta, e potrebbe indicare un possibile proseguimento della guerra contro i Persiani, cosa suggerita anche dai Cynegetica del poeta Nemesiano (che accenna all'intenzione di scrivere in futuro anche delle gesta persiane di Numeriano, cosa che però non avvenne mai) e dall'evidenza numismatica (che, a scopo propagandistico, sembrerebbe suggerire dei successi di Numeriano sulla Persia, che però, se ci furono, dovettero essere soltanto parziali, a giudicare dal fatto che le monete non gli attribuiscono mai i cognomina ex virtute di Parthicus e Persicus). Inoltre uno dei bassorilievi di Naqsh-e Rostam sembrerebbe raffigurare una vittoria militare dello scià Bahram II conseguita contro i Romani che tuttavia è completamente taciuta dalla versione "vulgata". Secondo alcuni studiosi moderni, analogamente a quanto era accaduto per la Battaglia di Mesiche qualche decennio prima, la versione del ritiro spontaneo dei Romani sarebbe stata tramandata ad arte dalla propaganda romana al fine di nascondere la sconfitta di Numeriano per mano del sovrano sasanide Bahram II tramandata da alcuni tardi cronisti bizantini e armeni.
- Secondo Zonara, Numeriano avrebbe proseguito la campagna contro i Persiani uscendone sconfitto.[7] Zonara riporta inoltre che secondo alcune delle sue fonti Numeriano avrebbe tentato la fuga ma sarebbe stato catturato e ucciso dal nemico e la sua pelle sarebbe stata usata per farne un otre; secondo altre sue fonti, invece, nel corso della ritirata sarebbe stato ucciso dal prefetto del pretorio Apro.[7]
- Secondo lo spesso inattendibile Giovanni Malala, l'imperatore Numeriano, sconfitto in battaglia dai Persiani, sarebbe stato da essi assediato a Carre, poi fatto prigioniero e infine giustiziato e la sua pelle usata per farne un otre (lo stesso Malala, tuttavia, riporta una presunta e "inventata" campagna sasanide di Carino per vendicare la morte del fratello in cui i Persiani, dopo essere stati più volte sconfitti, avrebbero chiesto una tregua di tre mesi, concessa da Carino per via dell'inverno rigido e della stanchezza del suo esercito; l'imperatore, dopo aver svernato nella Cirrestica, avrebbe ripreso la campagna nel corso della quale si sarebbe spento per cause naturali).[17]
- Il Chronicon Paschale, invece, nel tentativo di conciliare la versione ufficiale romana (Caro e Numeriano uccisi rispettivamente da un fulmine e da Apro) con il racconto di Malala, "inventa" che sia Carino ad accompagnare il padre nella campagna persiana; in seguito alla morte di Caro per folgorazione, Carino viene vinto, catturato e scotennato dai Persiani, ma la sua morte viene vendicata dal fratello Numeriano che sconfigge i Persiani prima di essere ucciso nei pressi di Perinto da Apro.[18]
- La storia armena di Mosè di Corene riporta una versione simile, con qualche variante e aggiunta, a quella di Malala e del Chronicon Paschale: Caro vince i Persiani una prima volta e torna a Roma in trionfo, ma lo scià di Persia (chiamato "Artashir") contrattacca con i rinforzi ricevuti dalle nazioni alleate tra cui anche dei popoli del deserto, sconfiggendo in battaglia sulle rive dell'Eufrate l'esercito di Caro, che trova la morte; successivamente Carino, mentre stava marciando nel deserto con il pretendente al trono d'Armenia Tiridate, viene massacrato con il suo esercito, e Tiridate riesce a mettersi in salvo attraversando a nuoto l'Eufrate; infine Numeriano viene ucciso in Tracia e Diocleziano gli succede al trono.[19]

Queste fonti presentano notevoli problemi di accuratezza. Malala, oltre a riempire il racconto di frottole (come quella che la provincia di Caria e la città di Carre avrebbero preso il nome dall'imperatore Caro), attribuisce falsamente a Numeriano il martirio di Babila di Antiochia (in realtà avvenuto sotto Decio un trentennio prima) e in analoga maniera potrebbe avergli erroneamente attribuito la morte per scotennamento in realtà toccata a Valeriano (anche considerato che quest'ultimo, secondo Malala, sarebbe stato ucciso a Milano). Si noti il fatto che alcuni storici (l'autore del Chronicon Paschale e l'armeno Mosè di Corene), trovandosi di fronte al dilemma di due versioni inconciliabili della morte di Numeriano, abbiano compiuto la scelta arbitraria di far morire Carino per mano dei Persiani e Numeriano nei pressi del Bosforo per tradimento. Zonara, più onesto metodicamente, riportò entrambe le versioni senza alterazioni. Burgess ritiene il resoconto di Mosè di Corene completamente fittizio considerando che Carino morì in battaglia contro Diocleziano, non contro i Persiani (Porena, invece, ritiene plausibile che Numeriano e Tiridate possano avere subito una sconfitta nel deserto contro i Persiani). Pur con tutti questi problemi di accuratezza, è plausibile che almeno il dato della sconfitta di Numeriano sia corretto, rendendo inutile la rinuncia spontanea alle terre conquistate e spiegando alcune incongruenze della versione "vulgata". Secondo la ricostruzione del Porena, Numeriano dovette fronteggiare in un primo momento il contrattacco dei mercenari al soldo dei Persiani contro i quali sarebbe morto Caro, poi, dopo una tregua di alcuni mesi nel corso dei quali avrebbe svernato in Siria, apparentemente a Emesa (dove promulgò due rescritti datati settembre 283 e marzo 284), nel corso del 284 avrebbe subito una grave sconfitta sull'Eufrate, seguita dal definitivo ritiro romano.

## Conseguenze

Diocleziano, proclamato imperatore dall'esercito, uccise Apro con il pretesto di vendicare la morte di Numeriano

La campagna si concluse così con un nulla di fatto, con il ritiro delle armate romane. Secondo la ricostruzione tradizionale, la via del ritorno, 1 200 miglia lungo il fiume Eufrate, fu percorsa con ordine e lentamente: nel marzo 284 si trovavano a Emesa, in Siria, a novembre ancora in Asia Minore. Due rescritti imperiali attestano che Numeriano si trovava a Emesa l'8 settembre 283 e il 18 marzo 284, cosa che sembrerebbe suggerire una lunga sosta dell'imperatore nella città siriaca. Secondo il Porena, che ritiene plausibile la sconfitta di Numeriano, non è da escludere che nel corso del 284 si fossero svolti nuovi combattimenti contro i Persiani, che avrebbero avuto come esito una sconfitta romana e il ritiro definitivo: «l'ipotesi di un'alternanza di attività bellica e di tregua permetterebbe di spiegare la singolare durata (circa sedici mesi) della sua permanenza in Oriente». Nel corso della ritirata, la salute di Numeriano cominciò a vacillare: una malattia agli occhi (oftalmia) lo costrinse al confinamento all'oscurità di una tenda o di una lettiga, e ad affidare gli affari civili e militari al prefetto del pretorio Arrio Apro, suo suocero.
Nel novembre 284, le legioni arrivarono finalmente alle rive del Bosforo Tracio. Ad un tratto, nei pressi di Nicomedia, alcuni soldati sentirono un cattivo odore provenire dalla carrozza; l'aprirono, e vi trovarono il cadavere di Numeriano, che era morto da diversi giorni. Il fatto che non fossero stati avvertiti della sua morte li indusse a sospettare che l'Imperatore fosse stato assassinato da Apro. I generali e i tribuni romani si riunirono per deliberare sulla successione, e scelsero Diocle, il comandante dei protectores domestici, come imperatore. Questi, di fronte all'esercito che lo acclamava augusto, incolpò Apro di aver ucciso Numeriano e, ritenutolo colpevole, lo uccise. Poco dopo la morte di Apro, Diocle mutò il proprio nome in Diocleziano.
Questa tradizionale narrazione degli avvenimenti non è del tutto accolta dalla critica storica: già Edward Gibbon sosteneva che Apro fu ucciso «senza dargli tempo di entrare in una pericolosa giustificazione» e la stessa pubblica protesta di innocenza di Diocleziano durante la cerimonia di investitura appare sospetta e dimostra almeno che la colpevolezza di Apro non doveva essere così scontata come fu poi fatta apparire. È possibile che Diocleziano sia stato a capo di una congiura dei generali che si liberarono sia di Numeriano, giovane più votato alla poesia che alle armi, che del suocero Apro.
Carino dichiarò Diocleziano usurpatore e con il suo esercito si mosse verso Oriente. Nella Battaglia del fiume Margus (luglio 285) Diocleziano sconfisse in battaglia Carino, che fu ucciso da uno dei suoi ufficiali. Con questa vittoria Diocleziano unificò l'Impero sotto il suo dominio. All'inizio del suo regno, tra il 286 e il 287, Diocleziano stipulò una tregua con la Persia e riuscì a reinsediare Tiridate III sul trono d'Armenia. Diocleziano, nel corso dei suoi 20 anni di regno, riformò il governo romano con la celebre Tetrarchia e riuscì, con le campagne sasanidi di Galerio (296-298), a riconquistare la Mesopotamia.